# Innertak
Ett innertak är ett byggnadselement som utgör ett rums övre avgränsning. Ett innertak kan vara antingen vara horisontella bjälklag eller skivkonstruktioner eller krökta valv. De har ofta till uppgift att dölja till exempel ventilation och är ibland rikt dekorerade, som till exempel världens förmodligen mest berömda innertak i Sixtinska kapellet. 
Ett innertak är till skillnad från undertak det invändiga tak som monteras i ett rum eller en lokal direkt på takstolarna (bjälklagskonstruktion). Ett undertak å sin sida monteras med ett visst mellanrum till det ovanliggande ytskiktet, som kan bestå av ett befintligt innertak, eller ovanliggande bjälklagskonstruktion. Ett undertak består därför i regel av ett bärverk, undertaksplattor och upphängningsanordningar.
Innertaket består oftast av gips, panel eller puts. Vid nyproduktion isolerar man för värme, fukt och ljud innan det invändiga ytskiktet "innertaket" sätts upp. I regel kan ett innertak målas om.

## Bildgalleri

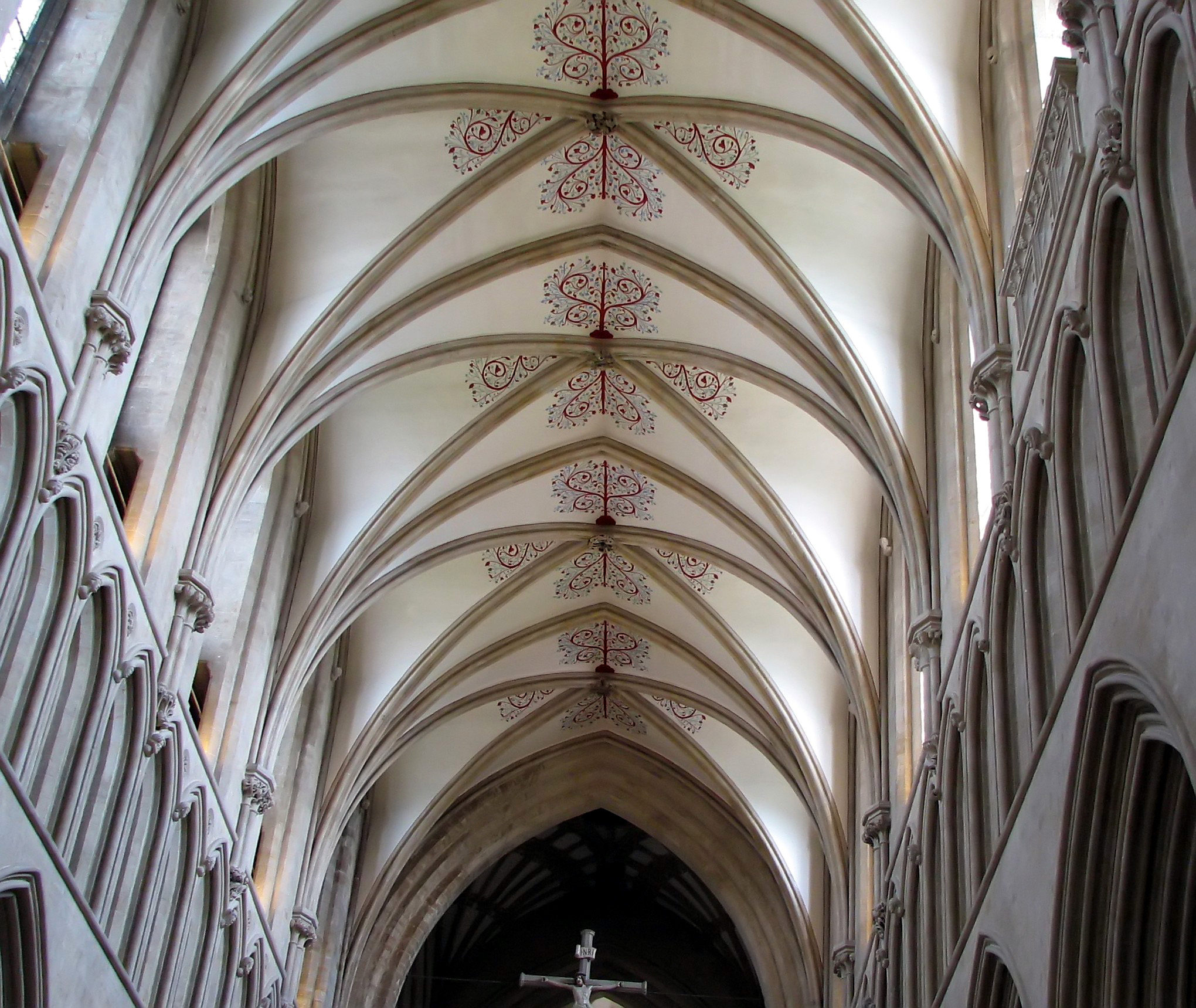
Taket i Wells katedral.
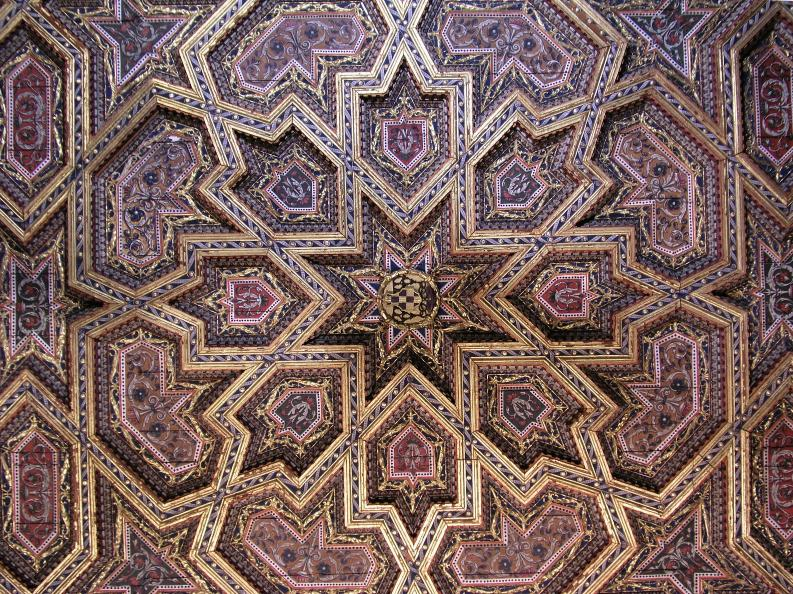
Takdetalj i Toledokatedralen i Spanien
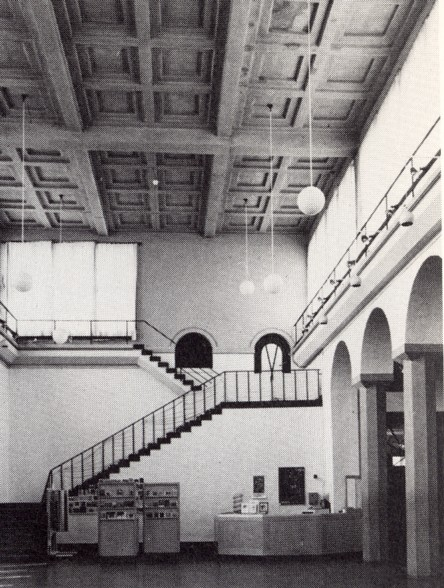
Kassettak i Liljevalchs konsthall